# Édouard Boubat
Édouard Boubat (13. září 1923 Paříž – 30. června 1999) byl francouzský fotograf a fotoreportér.

## Život

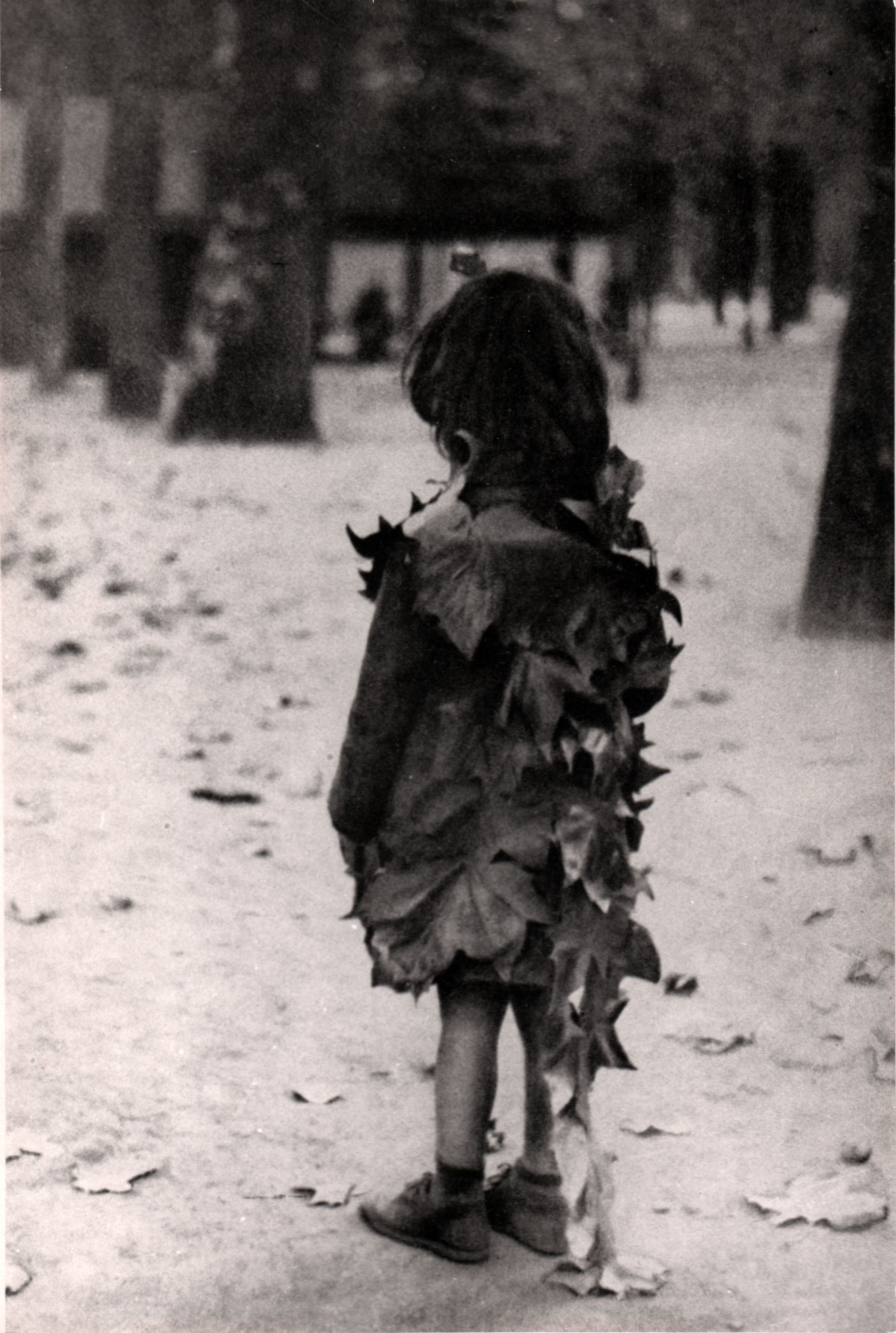
La petite fille aux feuilles mortes, Paris, Jardin du Luxembourg, 1947

Vystudoval grafickou školu (École Estienne) a potom pracoval v reprodukčním ateliéru. Fotografoval pro zábavu ve svém volnu. V roce 1947 získal cenu firmy Kodak za snímek La petite fille aux feuilles mortes. V roce 1949 uviděl jeho fotografie Pablo Picasso a povzbuzoval jej v další tvorbě. V roce 1951 se zúčastnil výstavy v pařížské galerii La Hune spolu s Brassaïem, Robertem Doisneau, Izisem a Paulem Facchettim, kterou zorganizoval Robert Delpire.
Na základě tohoto úspěchu u něj objednala redakce časopisu Réalités první reportáž Pařížští řemeslníci (Les artisans de Paris). Po své druhé reportáži pro tento časopis v roce 1952 (Le Pèlerinage de Saint Jacques de Compostelle) se stal stálým spolupracovníkem. By vyslán na čtyřměsíční cestu do Spojených států amerických, aby připravil zvláštní monotematické číslo.
V roce 1955 se zúčastnil výstavy humanistické fotografie Lidská rodina (The Family of Man).

## Publikace
- Ode maritime (Mořská óda), Tokio, 1957
- Edouard Boubat: Pauses (Bookking International, 1988). ISBN 978-2877140249.
- Édouard Boubat (Centre national de la photographie, 1988). ISBN 978-2867540431.
- Photographies 1950–1987. (Éditions du Désastre, 1988). ISBN 978-2877700016.
- It's a Wonderful Life (Editions Assouline, 1997). ISBN 978-2843230127.
- Édouard Boubat: The Monograph. (Harry N. Abrams, Inc., 2004). ISBN 978-0810956100.
- Édouard Boubat: A Gentle Eye (Thames & Hudson, 2004). ISBN 978-0500512012.